# Bania
Bania (Vania, Mahajan), brojna skupina plemena i gotri iz Indije, Bangladeša i Pakistana te znatan broj u Nepalu i na Šri Lanki. Svoje ime nose po sanskrtsoj riječi  'Vaniji', u značenju trgovac' . Njihovi brojni ogranci, gotre (nešto slično lozi) nose nazive prema njihovim glavnim naseljima. Tradicionalna znaimanja su trgovina, biznis, juvelirstvo i zemljoradnja. Religija je hinduizam a podijeljeni su na jaine (džaini) i vaishnave. Bania-populacija iznosi u Indiji preko 26.000,000. Govore nekoliko indoarijskih jezika: sindhski, gudžaratski, bengalski.

## Skupine i gotre
Indija: Agarwal, Agrahari, Ajudhyabansi, Bais, Barahseni, Barnawar, Bijabargi, Chetti, Dhusar, Gahoi, Gandha Banik, Gujar, Jaiswal, Kasar, Kasarwani, Kasaundhan, Khandelwal, Khatri, Khedayata, Komti, Lad, Lingayat, Lodasa, Mahajan, Mahesri, Mahur, Marwadi, Modh, Nagar, Nima, Oswal, Porwal, Rastaogi, Rauniar, Saraogi, Srimali, Subarna Banik, Trivarnika Vaisya, Ummad i Unai.
Bangladeš:Agarwal, Agrahari, Bais, Gandha Banik, Jaiswal, Kasarwani, Kasaundhan, Khatri, Mahajan, Mahesri, Rauniar, Saraogi, Subarna Banik.
Pakistan: Agarwal, Jaiswal, Ulro.